# Baba-Yara-Stadion
Das Baba-Yara-Stadion (englisch Baba Yara Stadium), auch Kumasi-Sportstadion (englisch Kumasi Sports Stadium) genannt, ist ein Fußballstadion mit Leichtathletikanlage in der ghanaischen Stadt Kumasi. Die Sportanlage tragt den Namen des Fußballspielers Baba Yara (1936–1969). Es ist die Heimspielstätte des Fußballvereins Asante Kotoko. Gelegentlich finden auch Leichtathletikwettbewerbe im Baba-Yara-Stadion statt. Für den Afrika-Cup 2008 wurde das Stadion renoviert. Die Anlage bietet heute 40.528 Sitzplätze und ist  das größte Stadion des Landes. Das 1959 erbaute Kumasi-Sportstadion war bereits beim Afrika-Cup 1978 und 2000 Austragungsort.